# Заречье (Ружинский район)
Заречье (укр. Заріччя) — село на Украине, находится в Ружинском районе Житомирской области.
Код КОАТУУ — 1825255101. Население по переписи 2001 года составляет 2178 человек. Почтовый индекс — 13605. Телефонный код — 4138. Занимает площадь 3,756 км².

## Адрес местного совета
13600, Житомирская область, Ружинский р-н, пгт Ружин, ул. О.Бурды, 44